# Arborizid
Ein Arborizid [lat. arbor = Baum und lat. caedere (in Zusammensetzungen -cidere) = töten] ist ein chemischer oder biologischer Wirkstoff zur Bekämpfung von Gehölzen. Arborizide werden als Pflanzenschutzmittel in der Landwirtschaft, im Ackerbau, Gartenbau sowie der Forstwirtschaft eingesetzt. Sie gehören zu den Herbiziden.